# أبو بكر بن عبيد الله بن أنس بن مالك
أبو بكر بن عبيد الله بن أنس بن مالك حفيد الصحابي أنس بن مالك، ومُحدث من صغار التابعين. وفد مع جده على عبد الملك بن مروان.

## روايته للحديث النبوي
- روى عن: جده أنس بن مالك، وقيل عن أبيه عن جده، وعن عمته عائشة بنت أنس،
- روى عنه: موسى بن عبيدة، وإبراهيم بن محمد بن أبي يحيى الأسلمي، ومحمد بن عبد العزيز الراسبي الجرمي.[1][2]
- الجرح والتعديل: لم يُذكر عنه شيء.